# Sierolomorphidae
Die Sierolomorphidae sind eine kleine, artenarme Familie der Taillenwespen (Apocrita). Die bisher beschriebenen Arten stammen aus Nordamerika, aus der Paläarktis und von Hawaii.

## Merkmale
Sierolomorphidae sind kleine, einfarbig schwarz oder dunkelbraun gefärbte Wespen mit glatter, glänzender Kutikula. Die Antennen besitzen, typisch für die Vespoidea, bei den Weibchen zehn und bei den Männchen elf Geißelglieder, sie sind zwischen erstem Glied (Scapus) und zweitem Glied (Pedicellus) nicht gewinkelt („gekniet“). Am Kopf ist die Stirn (Frons) vorgewölbt, der Innenrand der Komplexaugen mehr oder weniger gerade. Am Pronotum ist der Hinterrand seitlich zu den Tegulae schwach erweitert, die Hinterhüften tragen einen schwachen Längskiel. Der freie Hinterleib schließt ohne Stielchen (Petiolus) an den Rumpfabschnitt an. Der Sternit seines ersten und zweiten Segments ist durch einen tiefen Einschnitt getrennt.
Der Sexualdimorphismus ist zwischen verschiedenen Arten unterschiedlich ausgeprägt. Oft sind beide Geschlechter geflügelt und flugfähig, bei einigen Arten sind die Weibchen flügellos oder kurzflügelig (brachypter). Bei den Männchen ist der Sternit des achten Segments des freien Hinterleibs ganzrandig und verkleinert, überwiegend von außen nicht sichtbar.

## Arten
Es handelt sich um eine artenarme Familie mit 15 seltenen Arten (Stand: 2018), von denen in vielen Fällen nur ein Geschlecht (Männchen oder Weibchen) bisher gefunden und beschrieben worden ist. Lange Zeit wurden alle Arten einer einzigen Gattung zugeordnet. Inzwischen sind drei Gattungen beschrieben, davon eine mit nur einer Art, eine weitere mit einer fossil als Inkluse im Bernstein erhaltenen Art.
- Sierolomorpha Ashmead, 1903. 13 Arten. 5 Arten aus der Palaearktis (West-Sibirien, Ural, Russischer Ferner Osten), 7 aus Nord- und Mittelamerika, 1 von Hawaii.
- Proscleroderma Kieffer, 1905. Einzige Art Proscleroderma punctata Kieffer, 1906. Weibchen kurzflügelig mit schuppenartigen Flügelstummeln, das Männchen ist unbekannt. Wurde Ende des 19. Jahrhunderts in Syrien gefunden und ursprünglich der Familie Betylidae zugeordnet.
- †Loreisomorpha Rasnitsyn, 2000 mit der einzigen Art Loreisomorpha nascimbenei. Bernstein aus New Jersey (Oberkreide).

Über die Lebensweise ist nichts bekannt. Wie bei den verwandten Familien erscheint eine Lebensweise der Larven als Parasitoid anderer Insektenarten wahrscheinlich.

## Phylogenie
Die Familie hat als sehr basaler Abzweig der Vespoidea, mit zahlreichen plesiomorphen Merkmalen, ein gewisses Interesse erregt. Im nach morphologischen Merkmalen aufgestellten System nach Denis J. Brothers sind sie die basalste Gruppe der Vespoidea, mit allen anderen zusammen als Schwestergruppe. Da keine genetischen Daten vorliegen, wurden sie in den moderneren Analysen zur Phylogenie der Aculeata nicht berücksichtigt.